# Darrouzett (Texas)
Darrouzett es un pueblo ubicado en el condado de Lipscomb en el estado estadounidense de Texas. En el Censo de 2010 tenía una población de 350 habitantes y una densidad poblacional de 360,36 personas por km².

## Geografía
Darrouzett se encuentra ubicado en las coordenadas 36°26′42″N 100°19′33″O / 36.44500, -100.32583. Según la Oficina del Censo de los Estados Unidos, Darrouzett tiene una superficie total de 0.97 km², de la cual 0.97 km² corresponden a tierra firme y (0%) 0 km² es agua.

## Demografía
Según el censo de 2010, había 350 personas residiendo en Darrouzett. La densidad de población era de 360,36 hab./km². De los 350 habitantes, Darrouzett estaba compuesto por el 92.57% blancos, el 0% eran afroamericanos, el 2.29% eran amerindios, el 0% eran asiáticos, el 0% eran isleños del Pacífico, el 3.14% eran de otras razas y el 2% pertenecían a dos o más razas. Del total de la población el 16.57% eran hispanos o latinos de cualquier raza.